# Hanung Bramantyo
Hanung Bramantyo (Yogyakarta, 1º ottobre 1975) è un regista, sceneggiatore e produttore cinematografico indonesiano.

## Filmografia

### Regista

#### Cinema
- Catatan akhir sekolah (2005)
- Brownies (2005)
- Jomblo (2006)
- Lentera merah (2006)
- Kamulah satu-satunya (2007)
- Legenda Sundel Bolong (2007)
- Get Married (2007)
- Ayat-Ayat Cinta (2008)
- Doa yang mengancam (2008)
- Perempuan berkalung sorban (2009)
- JK - cortometraggio (2009)
- Get Married 2 (2009)
- Menebus impian (2010)
- Sang pencerah (2010)
- ? (2011)
- Tendangan dari langit (2011)
- Pengejar angin, co-regia di Hestu Saputra (2011)
- Perahu Kertas (2012)
- Perahu kertas 2 (2012)
- Cinta tapi beda, co-regia di Hestu Saputra (2012)
- Gending Sriwijaya, co-regia di Sugeng Wahyudi (2013)
- Soekarno: Indonesia Merdeka (2013)
- 2014, co-regia di Rahabi Mandra (2014)
- Hijab (2015)
- Talak 3, co-regia di Ismail Basbeth (2016)
- Rudy Habibie (2016)
- Surga Yang Tak Dirindukan 2, co-regia di Meisa Felaroze (2017)
- Kartini (2017)
- Jomblo (2017)
- Benyamin Biang Kerok (2018)
- The Gift (2018)

#### Televisione
- Cinta Paling Agung (2015)